# Pierre de cercueil
 (juin 2025).
 (juin 2025).
La Pierre du Cercueil (en anglais Coffin Stone), également connue sous les noms de Cercueil (Coffin) et Pierre Table (Table Stone), est un grand bloc de grès sarsen situé au pied de Blue Bell Hill, près d'Aylesford, dans le comté anglais du Kent, dans le sud-est de l'Angleterre. Actuellement couchée à l'horizontale, cette pierre se dressait probablement autrefois verticalement à proximité. Plusieurs archéologues ont avancé l'hypothèse que cette pierre faisait partie d'un tumulus long à chambre funéraire aujourd'hui détruit, construit au quatrième millénaire avant notre ère, durant la période du Néolithique ancien britannique.
Si un tumulus long à chambre funéraire a effectivement existé sur ce site, il aurait été construit par des communautés pastorales peu après l'introduction de l'agriculture en Grande-Bretagne depuis l'Europe continentale. La construction de tumulus longs constituait une tradition architecturale répandue à travers l'Europe néolithique. Elle se composait de diverses variantes régionales localisées ; l'une d'entre elles se trouvait dans les environs de la rivière Medway, dont les exemples sont aujourd'hui connus sous le nom de mégalithes de la Medway. La Pierre du Cercueil se situe sur la rive orientale de la rivière, non loin des tumulus longs à chambre funéraire de Little Kit's Coty House, Kit's Coty House et du mégalithe de Smythe (aujourd'hui détruit). Trois autres exemples, le tumulus long de Coldrum, le tumulus long d'Addington et le tumulus long de Chestnuts, subsistent sur la rive occidentale de la rivière.
La Pierre du Cercueil est une dalle rectangulaire couchée à plat qui mesure 4,42 mètres de longueur, 2,59 mètres de largeur et environ 0,61 mètre d'épaisseur. Deux pierres plus petites gisent à proximité et une autre grande dalle se trouve désormais posée au-dessus. Dans les années 1830, il fut rapporté que des fermiers locaux avaient découvert des ossements humains près de la pierre. Une fouille archéologique du site dirigée par Paul Garwood eut lieu en 2008-2009 ; elle révéla que le mégalithe ne fut placé à son emplacement actuel qu'aux XVe ou XVIe siècles. Les archéologues ne trouvèrent aucune preuve de l'existence d'un tumulus long à chambre funéraire à cet endroit, et suggérèrent que la Pierre du Cercueil se dressait peut-être autrefois verticalement dans les environs.

## Emplacement

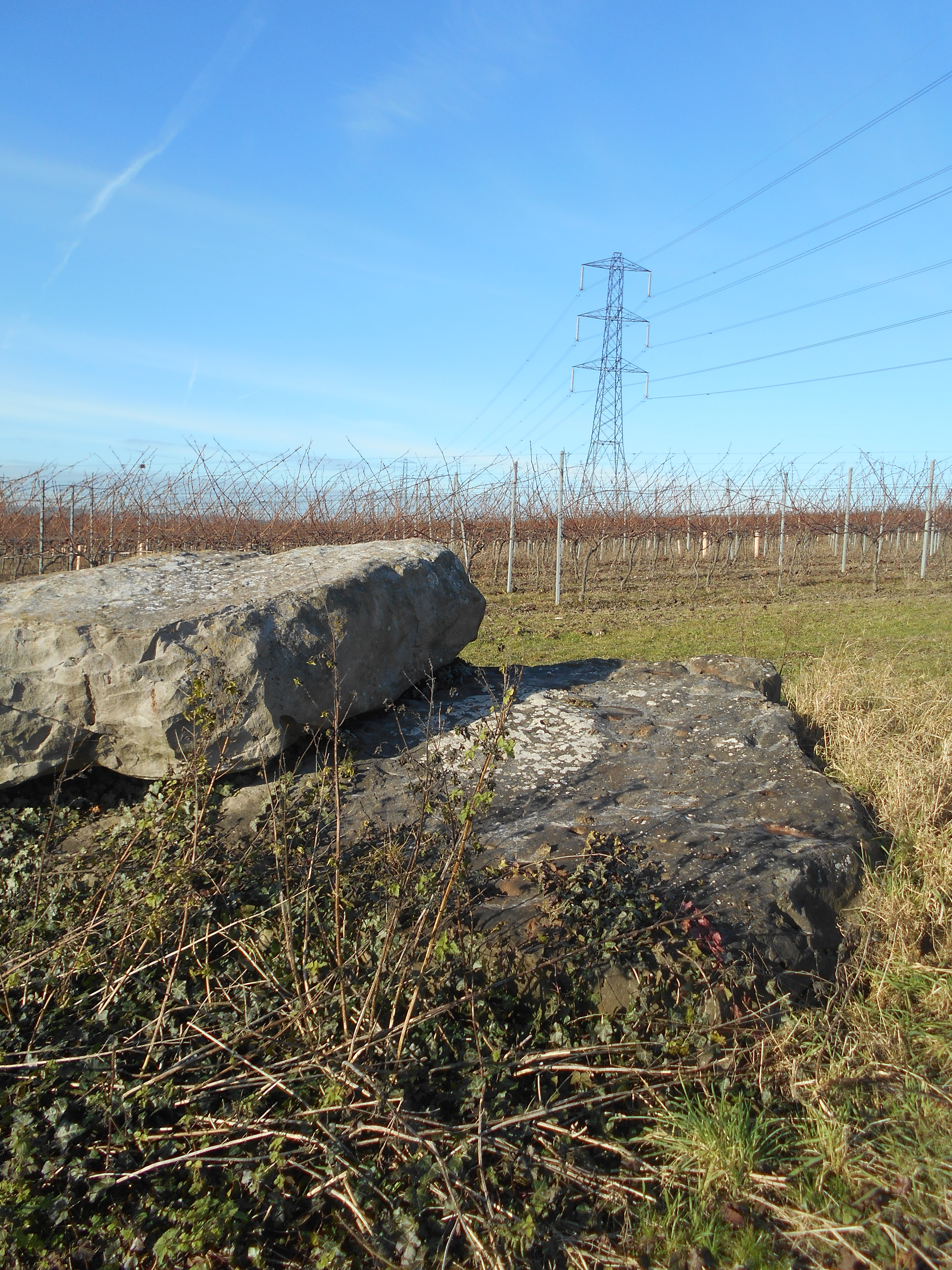
La Pierre du Cercueil dans un vignoble

La Pierre du Cercueil se trouve dans la ferme de Great Tottington, qui est maintenant utilisée comme vignoble. En 2005, le site n'était pas signalé, mais on pouvait y accéder par un échalier le long du chemin de pèlerinage. La Pierre du Cercueil est située à environ 400 mètres au nord-ouest de Little Kit's Coty House. Elle se trouve également à une courte distance au nord de la source de Tottington,.